# NGC 1534
NGC 1534 (другие обозначения — ESO 84-6, AM 0408-625, DRCG 46-23, IRAS04081-6255, PGC 14547) — галактика в созвездии Сетка.
Этот объект входит в число перечисленных в оригинальной редакции «Нового общего каталога».
Галактика NGC 1534 входит в состав группы галактик ESO 117-19. Помимо NGC 1534 в группу также входят ESO 117-19 и ESO 84-9.
В 2019 году в ядре галактики обнаружено маломощное радиоизлучение.